# Acanthostethus
Acanthostethus (лат.) — род песочных ос из подсемейства Bembicinae (триба Nyssonini). Австралия. Известно 15 видов.

## Описание
Мелкие осы. Задняя поверхность задней голени неравномерно зубчатая. Вершина заднего бедра простая (без лопастей). Переднее крыло с двумя субмаргинальными ячейками. Птеростигма передних крыльев значительно меньше субмаргинальной ячейки II, медиальная жилка передних крыльев расходится перед cu-a. Метасомальный стернум I базально с двойным килем. Относится к трибе Nyssonini Handlirsch, 1925 и подтрибе Nyssonina Handlirsch, 1925. Замечены около норок ос рода Cerceris.
- Acanthostethus brisbanensis
- Acanthostethus confertus
- Acanthostethus gilberti
- Acanthostethus hentyi
- Acanthostethus minimus
- Acanthostethus moerens
- Acanthostethus mysticus
- Acanthostethus nudiventris
- Acanthostethus obliteratus
- Acanthostethus portlandensis
- Acanthostethus punctatissimus
- Acanthostethus saussurei
- Acanthostethus spiniger
- Acanthostethus tasmanicus
- Acanthostethus triangularis